# Vatikáni Pénzügyi Információs Felügyelet
A vatikáni Pénzügyi Információs Felügyelet vagy vatikáni Pénzügyi Információs Hatóság (olaszul Autorità di Informazione Finanziaria /AIF/, angolul Financial Information Authority) a Vatikáni Központi Bank, melynek feladata, hogy ellenőrizze a Vatikánváros eddigi egyetlen bankjának, az IOR-nak és a Vatikán nemzetközi intézményeinek a pénzügyeit, tranzakcióit.

## Története
A szervezetet, a „vatikáni PSZÁF-ot” 2010. december 30-án alapította XVI. Benedek pápa. A felügyelet április 1-jén kezdi meg munkáját, ekkor lépnek hatályba a rendelkezések.

## Feladata
Feladatai között szerepel a vatikáni pénzintézet, az IOR tevékenységének átalakítása, működésének a nemzetközi normákhoz igazítása.
A pénzügyi visszaélések megakadályozása és felderítése, valamint tartania kell a kapcsolatot az Európai Unió pénzügyi felügyeleteivel is. A felügyeletnek joga ellenőrizni minden vatikáni szervezet pénzügyi és más vagyoni tranzakcióit, és független minden más vatikáni pénzügyi intézménytől, beleértve a Vallási Művek Intézetét, a „Vatikán bankját” (IOR).

## Vezetők
2011. január 19-én XVI. Benedek pápa kinevezte a vezető tanács tagjait és elnökét. Attilio Nicora bíborost nevezte ki a Vatikán pénzügyi felügyeleti szerve vezetőjének. A bíborost négy olasz szakértő, Claudio Bianchi, Marcello Condemi, Giuseppe Dalla Torre del Tempio di Sanguinetto és Cesare Testa fogja segíteni munkájában. Attilio Nicora bíboros kinevezte Francesco De Pasquale ügyvédet a szerv igazgatójává. A 62 éves De Pasquale fellebbviteli ügyekben eljáró ügyvéd és több mint 20 éves tapasztalattal rendelkezik valutakezelési és pénzmosási ügyekben. Országos és nemzetközi szintű esetek specialistája a pénzmosás megelőzése és megakadályozása, valamint a terrorizmus pénzügyi támogatása területén. Továbbá a nemzeti rendelkezéseknek a nemzetközi pénzmosási szabályok összehangolásának szakértője. 1990 óta tagja a Nemzetközi Pénzügyi Akciócsoport (Financial Action Task Force, FATF) olasz küldöttségének. Igazgazóként feladata a Hatóság operatív tevékenységéért való felelősségvállalás. Ez a vezető tanács által hozott döntések és stratégiai irányok gyakorlatba iktatását jelenti.